# Isabel Pantoja

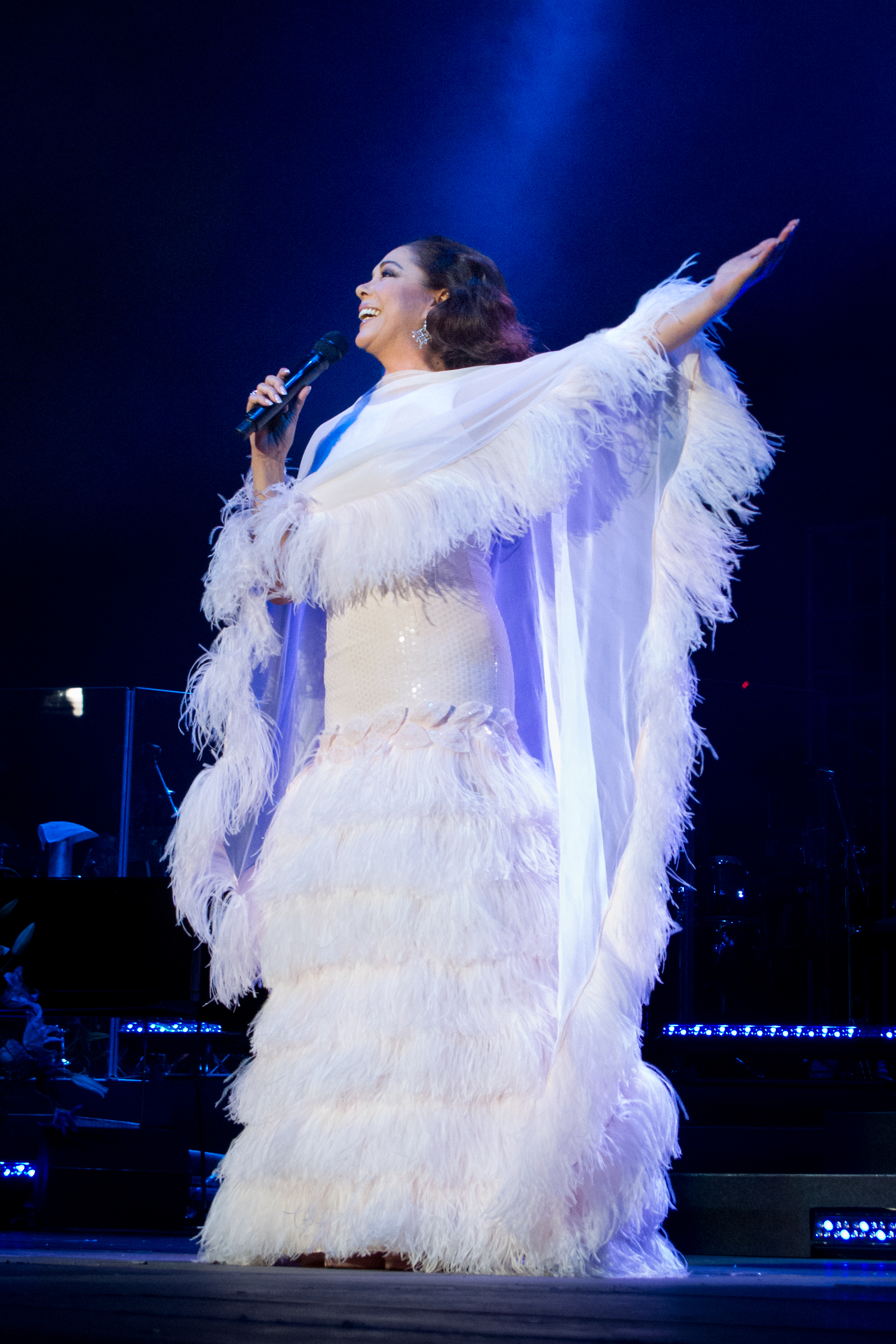
Isabel Pantoja bei einem Auftritt in Madrid (2012)

María Isabel Pantoja Martín (* 2. August 1956 in Sevilla) – zu Beginn ihrer künstlerischen Laufbahn auch bekannt als Maríbel (einer Zusammensetzung ihrer beiden Vornamen María Isabel) – ist eine spanische Sängerin mit teilweise Roma-Vorfahren.

## Leben
Isabel Pantoja wurde am 2. August 1956 in dem Haus Nummer 8 der calle Juan Díaz de Solís im Stadtteil Triana von Sevilla geboren, der als eine Hochburg des Flamenco gilt. Diese Musikrichtung wurde von Pantoja neben der in Andalusien ebenfalls äußerst populären Copla andaluza auch am meisten verkörpert. 
Ihr erstes und ihren Namen tragende Album brachte Pantoja 1974 im Alter von 18 Jahren heraus. Mit ihrem 1982 publizierten achten Album ¡Viva Triana! - Por sevillanas huldigte sie dem Viertel ihrer Geburt; unter anderem auch mit den darauf befindlichen Liedern Los toreros de Triana und Luz de Triana.
Am 30. April 1983 heiratete sie den Torero Francisco Rivera Pérez. Ihr gemeinsamer Sohn Kiko Rivera wurde am 9. Februar 1984 geboren. Bereits wenige Monate später verstarb sein auch Paquirri genannter Vater am 26. September 1984 infolge eines Unfalls während eines Stierkampfes. Später adoptierte Pantoja die am 8. November 1995 in Peru geborene Chabelita Pantoja.
Durch ihren sechs Jahre lang in Mexiko lebenden Bruder Agustín Pantoja machte sie die Bekanntschaft von Juan Gabriel, der für sie das Lied Así fue schrieb, das sie 1988 aufnahm und das eines ihrer bekanntesten Lieder und mit Platz 2 der Hot Latin Charts auch ihr erfolgreichster Song wurde.
Nachdem sie von November 2014 bis März 2016 eine Haftstrafe wegen Geldwäsche verbüßt hatte, produzierte Gabriel ihr das Album Hasta que se apaque el sol, auf dem sich ausschließlich von ihm geschriebene Lieder befinden; neben dem Titelsong unter anderem auch Debo hacerlo, Hasta que te conocí und Luna.

## Diskografie

### Alben
| Jahr | Titel                                                           | Höchstplatzierung, Gesamtwochen, AuszeichnungChartsChartplatzierungen (Jahr, Titel, Platzierungen, Wochen, Auszeichnungen, Anmerkungen) | Anmerkungen             |
| Jahr | Titel                                                           | ES | Anmerkungen             |
| ---- | --------------------------------------------------------------- | --- | ----------------------- |
| 1985 | Marinero de luces                                               | ES72 ×5Fünffachplatin · (1 Wo.)ES | Charteinstieg erst 2006 |
| 2003 | Soy como soy                                                    | ES72 Gold · (2 Wo.)ES | Charteinstieg erst 2005 |
| 2005 | Mi canción de Navidad                                           | ES76 (2 Wo.)ES |                         |
| 2006 | 10 boleros y una canción de amor                                | ES3 Gold · (17 Wo.)ES |                         |
| 2006 | Un trocito de locura                                            | ES36 (3 Wo.)ES |                         |
| 2009 | Pasión y deseo – Sus grandes èxitos de copla y balada romántica | ES20 (13 Wo.)ES |                         |
| 2010 | Isabel Pantoja                                                  | ES9 (12 Wo.)ES |                         |
| 2016 | Hasta que se apague el sol                                      | ES2 Gold · (31 Wo.)ES |                         |
| 2016 | Así fue – Mis mejores canciones                                 | ES73 (2 Wo.)ES |                         |
| 2020 | Canciones que me gustan                                         | ES7 (7 Wo.)ES |                         |

grau schraffiert: keine Chartdaten aus diesem Jahr verfügbar
Weitere Alben
- 1974: Isabel Pantoja
- 1975: Que dile y dile
- 1977: Isabel Pantoja
- 1978: Niña Isabela
- 1979: 22 abriles tengo
- 1981: Al alimón
- 1981: Amante … Amante
- 1982: ¡Viva Triana! – Por sevillanas
- 1983: Cambiar por ti (ES: Gold)
- 1988: Desde Andalucía (ES: ×3Dreifachplatin )
- 1989: Se me enamora el alma (ES: ×7Siebenfachplatin )
- 1990: La canción española (ES: Platin)
- 1992: Corazón herido (ES: Gold)
- 1993: De nadie (ES: Platin)
- 1993: Mis mejores canciones (ES: Gold)
- 1996: Todos mis grandes éxitos (ES: Gold)
- 1996: Amor eterno (ES: ×2Doppelplatin )
- 1998: Isabel Pantoja (ES: ×2Doppelplatin )
- 1999: A tu vera (ES: Platin)
- 2002: Donde el corazón me lleve (ES: Platin)
- 2003: Mi Navidad flamenca (ES: Gold)
- 2004: Buena suerte (ES: Gold)
- 2005: Sinfonía de la copla
- 2012: A su manera

### Singles
- 1988: Así fue (ES: Gold)

### Videoalben
- 2005: Sinfonía de la copla (ES: ×2Doppelplatin )
- 2012: A su manera (ES: Platin)